# Les Idoles (film)
Pour les articles homonymes, voir Les Idoles.
Pour plus de détails, voir Fiche technique et Distribution.
Les Idoles est un film français réalisé par Marc'O en 1967, sorti en 1968 (il est ressorti en salles en 1973 et en 2004, puis édité en DVD par Luna Park films en 2016).

## Synopsis
Un film satirique du milieu du show-biz. Trois « Idoles » de la chanson yéyé donnent une conférence de presse et reviennent sur leurs parcours respectifs en dénonçant les diverses tractations effectuées par leurs managers pour stimuler leurs carrières : histoires sentimentales arrangées, tubes programmés. La rébellion des idoles contre leurs impresarii consistera en une catharsis publique, un règlement de comptes qui marquera la fin de leur règne.

## Fiche technique
- Titre : Les Idoles
- Réalisateur : Marc'O
- Superviseur de la réalisation : Henri Zaphiratos
- Scénario et dialogue : Marc'O d'après sa pièce éponyme
- Assistants réalisateurs : Vincent Gardair et André Téchiné
- Directeur de la photo : Jean Badal
- Cadreur : Paul Rodier
- Musique : Patrick Greussay et Stéphane Vilar
- Ingénieur du son : Gaston Dollet
- Mixage son : Jean Nény
- Scripte : Ariane Litaize
- Monteur : Jean Eustache
- Photographe de plateau : Gilbert Sarthre
- Assistante montage : Francine Grubert
- Décorateur : Laurent Gire
- Costumes : Jean Bouquin
- Maquillage : Alain Folgoas
- Pays d'origine :  France
- Production : Henri Zaphiratos
- Directeur de production : Maurice Delbez
- Directeur exécutif : Roger Rosen
- Société de production : International Thanos Film France
- Distribution : Ciné Classic France
- Format : Couleur par Eastmancolor — 1,66:1 — Son mono — 35 mm
- Genre : Comédie, film musical
- Durée : 105 minutes
- Date de sortie :
  - France : 14 juin 1968

## Distribution
- Bulle Ogier : Gigi la Folle
- Pierre Clémenti : Charly le Surineur
- Jean-Pierre Kalfon : Simon le Magicien
- Valérie Lagrange : Rosine, l'impresario
- Michèle Moretti : Michèle Canasson, l'impresario
- Joël Barbouth : M. Canasson, l'impresario
- Philippe Bruneau : M. Camel, l'attaché de presse
- Henry Chapier : le chef de cabinet du ministre des Armées
- Francis Girod : Pécuchet, le journaliste
- Bernadette Lafont : Sœur Hilarité
- Jean-Marie Serreau : le commissaire
- Marie-Claude Breton : La Nyasse, l'amie de Simon
- Yves Beneyton : un invité au mariage
- Pascal Aubier : un invité du mariage
- Marianne Di Vettimo
- Didier Malherbe
- Daniel Pommereulle : le prêtre au mariage
- Patrick Greussay
- Didier Léon
- Stéphane Vilar : un musicien
- Jacques Zins
- Les Rollsticks

## Commentaire
Marc’O a créé Les Idoles, satire vitriolée du monde du show-biz, au théâtre à Paris en 1966 avec sensiblement la même équipe de comédiens. Marc’O considère que le show business est de plus en plus mû par la rentabilité à court terme. La production de stars prêtes « à consommer » (puis à jeter), le système du « presse-citron » n’a fait que s’accentuer au rythme des années avec l’apparition d’émissions people qui fabriquent à la chaîne des chanteurs modélisés selon une recette basée essentiellement sur le profit sans risque.